# Леви, Элиас Эвери
Элиас Эвери Леви (англ. Elias Avery Lowe, до 1918 года Лоев — англ. Loew, 1879—1969) — американский ученый-палеограф, уроженец Калварии еврейского происхождения. Преподаватель палеографии в Оксфордском университете в 1913—1936 годах, с 1936 года сотрудник Института перспективных исследований в Принстоне. Прадед Бориса Джонсона (британского государственного деятеля) по материнской линии.

## Биография
Лоу родился в Калварии (Российская Империя) в еврейской семье. Отец — Чарльз Лоу (англ. Charles Loew, 1855—?), торговец шелком и вышивкой, мать — Сара Раголер. Он эмигрировал в Нью-Йорк со своими родителями в 1892 году, став гражданином Соединенных Штатов в 1900 году.
В 1911 году женился на переводчице Хелен Трейси Лоу-Портер, с которой у него было три дочери.
Среди их потомков — английский художник Шарлотта Джонсон Уолл и её сын, журналист и политик Борис Джонсон, занимавший должности мэра Лондона и премьер-министра Великобритании
Умер в Бад-Наухайме, Германия; его прах был похоронен в Оксфорде Колледж Корпус-Кристи (Оксфорд).